# Bandera de l'Azerbaidjan
La bandera de l'Azerbaidjan correspon al Partit Musavat, que la va adoptar el febrer de 1917. Fou utilitzada pel govern de Gandja (1918) i reconeguda com a bandera d'estat el 17 de desembre de 1918; estava formada per tres franges horitzontals: blau (color tradicional dels pobles turcs), vermell (símbol de modernitat i progrés) i verd (per la religió islàmica); la mitja lluna com a símbol islàmic representava la religió del país; l'estel era de vuit puntes, una per cada poble turc: txagatais, tàtars, kazakhs, kiptxaks, seljúcides, turcomans, àzeris i otomans). Va quedar abolida el 28 d'abril de 1920 després de la revolució comunista esdevinguda el dia anterior.
Va tornar a aparèixer com a bandera del Front Popular Àzeri el 1987. El 1990 fou reconeguda com a bandera nacional per les autoritats soviètiques. El 5 de febrer de 1991, el Parlament nacional la va proclamar bandera de l'estat independent de l'Azerbaidjan, un cop extinta l'URSS.

## Construcció i dimensions

Plantilla de construcció de la bandera.

### Colors
Els colors utilitzats són el blau cel, el vermell, el verd i el blanc. Les especificacions exactes dels colors es van publicar en el decret de 2004 "Sobre les regles de la bandera nacional de la República de l'Azerbaidjan". Els colors, actualitzats posteriorment el 2013 i especificats al model de color Pantone, són els següents:
| Model de color | Blau        | Vermell     | Verd        | Blanc         |
| -------------- | ----------- | ----------- | ----------- | ------------- |
| Pantone        | 306C        | 032C        | 362C        | Blanc         |
| RAL            | 5012        | 3018        | 6018        | 9010          |
| CMYK           | 100-20-0-11 | 0-79-73-6   | 49-0-70-38  | 0-0-0-0       |
| RGB            | 0, 181, 226 | 239, 54, 61 | 80, 158, 47 | 255, 255, 255 |
| HTML           | #00B5E2     | #EF3340     | #509E2F     | #FFFFFF       |

La resta de models s'han extret a patir dels codis de Pantone descrits al decret de 2004.

### Simbolisme
El color blau de la bandera nacional té el significat de l'origen turc del poble d'Azerbaidjan, el color vermell reflecteix el desig d'establir una societat moderna i desenvolupar la democràcia, i el color verd mostra la pertinença a la civilització islàmica.
Tot i que el creixent i l'estel solen ser vistos com a marcadors de l'Islam, alguns historiadors i investigadors no estan d'acord sobre per què l'estel de vuit puntes és a la bandera. Fatali Khan Khoyski assenyala les vuit lletres de la paraula "Azerbaidjan" (آذربایجان) quan s'escriu en àrab. També es creu que les vuit puntes de l'estrella representen els vuit pobles turquesos classificats a l'època presoviètica: àzeris, turcs, jagatais, tàtars, krymtxaks, seljúcides i turcmans. És possible que els kipchaks reflecteixin realment dos pobles, els kazakhs i els kirguisos, que en farien vuit.